# Alexandre Denéréaz
Alexandre Denéréaz (* 31. Juli 1875 in Lausanne; † 25. Juli 1947 ebenda) war ein Schweizer Organist und Komponist.

## Leben
Nach einem Studium am Konservatorium von Lausanne ging er 1892 nach Dresden an das Königliche Konservatorium für Musik und studierte Klavier bei Carl-Heinrich Doering (1834–1916), Orgel bei Paul Janßen (1852–1921) und Komposition bei Felix Draeseke (1835–1913). 1896 erhielt er den ersten Preis für Komposition für sein Werk «Première symphonie».
Zurück in Lausanne, wurde er 1896 zum Organisten der Kirche Saint-François berufen, ein Amt, das er bis zu seinem Tod ausübte. Neben seinem Kirchendienst organisierte er hier grosse Konzerte, bei denen die musikalische Elite jener Zeit auftrat, wie Joseph Joachim, Pablo Casals, Pablo de Sarasate, Eugène Ysaÿe und Jacques Thibaud.
Ebenfalls 1896 wurde er Nachfolger seines ehemaligen Professors Charles Blanchet am Konservatorium von Lausanne. Er unterrichtete Harmonielehre, Analyse des Chorals, Kontrapunkt, die Fuge, Komposition und Orgel. Gleichzeitig war er Privatdozent an der Universität von Lausanne von 1918 bis 1945. Er leitete den gemischten Chor in Sainte-Cécile, mit dem er die grossen Oratorien aufführte, sowie den Männerchor der Recréation d’Yverdon. 1899 war er Gründungsmitglied der Association des musiciens suisses (Schweizerische Musikgesellschaft).
1903 komponierte er die Cantate pour le centenaire de l’indépendance vaudoise (Kantate zur hundertjährigen Unabhängigkeit der Waadt). Im gleichen Jahr schrieb er die Musik «La Dîme» nach einem Text von René Morax, die dieser in seinem Théâtre du Jorat in Mézières mit grossem Erfolg aufführte.
Als seine wichtigste Veröffentlichung gilt «La musique et la vie intérieure» (Die Musik und das Innenleben). Über dieses Buch stand er im Briefwechsel u. a. mit Nadia Boulanger und Alfred Cortot. Darin beschrieb er die Entwicklung der musikalischen Kunst von ihren Anfängen bis zur Gegenwart – u. a. wird auf mehrfach gefalteten farbigen, lithographischen Stammbaumtafeln die gesamte Musikgeschichte bildlich dargestellt. Es hat ein ausgezeichnetes Kapitel, das dem Geist der Musik im Mittelalter und der Musik der Renaissance gewidmet ist.
Er komponierte mehr als einhundertdreissig Werke, darunter vier Sinfonien, mehrere sinfonische Dichtungen, ein Klavier-, ein Violin- und ein Cellokonzert, Streichquartette, Kantaten, Chorwerke, Orgel- und Klavierstücke und Lieder. Ab 1920 brachte Ernest Ansermet regelmässig seine Werke mit dem Orchestre de la Suisse Romande zur Aufführung.

## Schriften
- Les Harmonies du monde, Lausanne 1918.
- L’évolution de l’art musical depuis ses origines jusqu’à l’époque moderne, Lausanne 1919.
- Rythmes humains et rythmes cosmiques, Vaney-Burnier, Lausanne 1931.
- Cours d’harmonie, Foetisch, Paris/Lausanne 1937.
- mit Lucien Bourguès: La musique et la vie intérieure. Georges Bridel, Lausanne 1914. Nach dem Ersten Weltkrieg neu herausgegeben von Félix Alcan, Paris 1921 (online).
- Werke von Alexandre Denéréaz, anlässlich seines 70. Geburtstages, 31. Juli 1875. Band 5 des Zentralarchivs für schweizerische Tonkunst, herausgegeben 1945.